# Eckhard J. Schnabel
Eckhard J. Schnabel (* 9. Mai 1955 in Bad Cannstatt) ist ein deutscher evangelikaler Theologe und Professor für Neues Testament. Er ist Autor zahlreicher wissenschaftlicher Bücher, Bibelkommentare, Fachartikel und lexikalischer Beiträge.

## Leben und Wirken
Nach dem Abitur am Friedrich-Schiller-Gymnasium Marbach am Neckar studierte Schnabel ab 1974 an der Staatsunabhängigen Theologischen Hochschule Basel, wo er 1979 mit seiner Arbeit über Die Heilige Schrift und ihre Entstehung als Problem der protestantischen Kirche: Eine Untersuchung zum Schrift- und Inspirationsverständnis der protestantischen Theologie und Kirche zum Master of Theology abschloss. Im Jahr 1983 wurde er an der University of Aberdeen mit seiner Dissertation Law and Wisdom from Ben Sira to Paul: A Tradition Historical Enquiry into the Relation of Law, Wisdom, and Ethics zum Doctor of Philosophy promoviert.
Von 1985 bis 1988 war Schnabel Dozent für Neues Testament, zunächst am Asian Theological Seminary und 1987/88 als Studienleiter für „Biblical Studies“ an der Asia Graduate School of Theology in Manila. Als Dozent für Neues Testament wirkte er von 1988 bis 1998 an der Freien Theologischen Akademie Gießen, von 1989 bis 1998 an der Bibelschule Wiedenest in Bergneustadt. Von 1998 bis 2012 war er Professor für Neues Testament an der Trinity Evangelical Divinity School (TEDS) in Deerfield bei Chicago, Akron, Cincinnati und Columbus, Ohio, Indianapolis, Indiana und Madison, Wisconsin. Seit 2012 lehrt er am Gordon-Conwell Theological Seminary in South Hamilton, Massachusetts, wo er den Mary French Rockefeller−Lehrstuhl innehat.
Weitere Lehrtätigkeiten nimmt er seit 1981 als Gastdozent am Krakow Bible Institute in Polen und seit 1983 an der Evangelische Theologische Faculteit in Leuven/Heverlee in Belgien wahr. Als Gastprofessor lehrt er seit 2006 am Providence Theological Seminary in Otterburne in Kanada und seit 2007 am Colombo Theological Seminary in Colombo (Sri Lanka). Seit 2010 führt er am Timothy Training International in Hongkong (China) Pastorenkurse durch. So hat er theologische Lehraufträge in acht Ländern und auf drei Kontinenten ausgeführt und weitere interkulturelle Kompetenzen erworben.
Schnabel arbeitete von 1991 bis 1998 im Vorstand des Arbeitskreises für evangelikale Theologie mit, von 1994 bis 1998 in der Fellowship of European Evangelical Theologians, seit 1988 bei der Studiorum Novi Testamenti Societas, seit 1990 in der Tyndale Fellowship und seit 1998 bei der Evangelical Theological Society, dem Institute for Biblical Research und der Society of Biblical Literature. Er ist stellvertretender Chefredakteur des Bulletin of Biblical Research.
Von 1979 bis 1981 engagierte er sich bei missionarischen Einsätzen mit Operation Mobilisation in Lateinamerika und Europa und von 1984 bis 1988 mit der Overseas Missionary Fellowship in Manila (Philippinen).
Von 1981 bis 1983 arbeitete er verantwortlich in der Park Baptist Church, Aberdeen (Schottland), von 1998 bis 2007 in der Village Church of Gurnee und seit 2012 an der First Congregational Church of Hamilton, Mass. mit und referierte seit 1998 am verschiedenen Orten wie der Arlington Heights Evangelical Free Church und der Barrington Evangelical Free Church.
Er beherrscht neben Deutsch und Englisch sechs alte Sprachen und vier weitere Sprachen, die er zu Forschungszwecken benötigt. Er hat knapp 20 Bücher, insbesondere deutsche Bibelkommentare zum Römerbrief und 1. Korintherbrief, über 80 Essays und zahlreiche theologische Fachartikel verfasst.

## Auszeichnungen
Schnabel wurde 2003 der Johann-Tobias-Beck-Preis für seine Arbeit zur „urchristlichen Mission“ verliehen, ein 1800 Seiten umfassendes Buch, das nach Überzeugung des vergebenden Gremiums einen wesentlichen Beitrag zur Theologie aus evangelikaler Sicht darstellt. Es werde als umfassendes Kompendium neutestamentlicher Geschichte und Theologie wohl auf Jahre das Standardwerk zum Thema „Mission im Neuen Testament“ werden, so sein Laudator Heinz-Werner Neudorfer.

## Familie
Eckhard J. Schnabel ist verheiratet mit Barbara Schnabel. Das Paar hat zwei Kinder.

## Veröffentlichungen
- Law and Wisdom from Ben Sira to Paul (Recht und Weisheit von Ben Sira bis Paulus): Eine Tradition Historische Anfrage in das Verhältnis von Gesetz, Weisheit und Ethik, Mohr Siebeck Verlag, Tübingen 1985, ISBN 978-3-16-144896-6.
- Inspiration und Offenbarung: Die Lehre vom Ursprung und Wesen der Bibel, R. Brockhaus, Wuppertal 1986, ISBN 978-3-417295191.
- Das Reich Gottes als Wirklichkeit und Hoffnung. Neuere Entwicklungen in der evangelikalen Theologie, R. Brockhaus, Wuppertal 1993, ISBN 978-3-417-29540-5.
- Sind Evangelikale Fundamentalisten?, R. Brockhaus, Wuppertal 1995 (zuletzt SCM Hänssler, Stuttgart 2006, ISBN 978-3-7751-4536-7).
- Urchristliche Mission, R. Brockhaus, Wuppertal 2002, ISBN 3-417-29475-4 (2., korrigierte Auflage 2018, ISBN 978-3-417-25361-0, Leseprobe).
- Early Christian Mission. 2 Bde.: Jesus and the Twelve; Paul and the Early Church. InterVarsity Press 2004, ISBN 978-1-844749904 / ISBN 978-0-8308-2790-9 (englische Übersetzung von Urchristliche Mission).
- Der erste Brief des Paulus an die Korinther (= Historisch-Theologische Auslegung HTA. Band 4), Wuppertal/Gießen 2006 (3. Auflage bei SCM R. Brockhaus/Brunnen, Witten/Gießen 2014, ISBN 978-3-417-29724-9 / ISBN 978-3-7655-9724-4).
- Paul the Missionary: Realities, Strategies and Methods, InterVarsity Press 2008, ISBN 978-0-83082887-6.
- 40 Questions about the End Times, Kregel 2011, ISBN 978-0-82543896-7.
- Acts (Zondervan Exegetical Commentary on New Testament), Zondervan 2011, ISBN 978-0-31024367-0.
- Das Neue Testament und die Endzeit, Brunnen, Gießen 2013, ISBN 978-3-7655-9016-0.
- Der Brief des Paulus an die Römer. Band 1: Kapitel 1-5 (Historisch-Theologische Auslegung (HTA)), SCM R. Brockhaus, Witten 2015, ISBN 978-3-417-29731-7.
- Der Brief des Paulus an die Römer. Band 2: Kapitel 6-16 (Historisch-Theologische Auslegung (HTA)), SCM R. Brockhaus, Witten 2016, ISBN 978-3-417-29735-5.
- Mark (Tyndale New Testament Commentaries), IVP, Downers Grove 2017, ISBN 978-0-8308-4292-6.
- Jesus in Jerusalem. The Last Days, Eerdmans, Grand Rapids 2018, ISBN 978-0-8028-7580-8.
- Jesus, Paul and the Early Church. Missionary Realities in Historical Contexts – Collected Essays, WUNT 406, Mohr Siebeck, Tübingen 2018, ISBN 978-3-16-156061-3.
- New Testament Theology, Baker, Grand Rapids 2023, ISBN 978-1-5409-6311-6.

als Mit-Autor
- mit Heinz-Werner Neudorfer: Das Studium des Neuen Testaments, Bd.1, Eine Einführung in die Methoden der Exegese, SCM R. Brockhaus, Witten 1999, ISBN 978-3-417-29434-7.
- mit Heinz-Werner Neudorfer: Das Studium des Neuen Testaments, Bd. 2, Spezialprobleme, Exegetische und hermeneutische Grundfragen, SCM R. Brockhaus, Witten 2000, ISBN 978-3-7655-9462-5.
- mit Stanley E. Porter: On the Writing of New Testament Commentaries, Brill 2012, ISBN 978-9-00423291-4.
- mit David W. Chapman: The trial and crucifixion of Jesus: texts and commentary, Mohr Siebeck, Tübingen 2015, ISBN 978-3-16-151674-0.

als Mitherausgeber
- mit Heinz-Werner Neudorfer: Das Studium des Neuen Testaments. Eine Einführung in die Methoden der Exegese, Verlag für Glaube, Theologie & Gemeinde (VGTG), Petzenkirchen 2024, ISBN 978-3-902669-53-7.